# سامورایی گرگ‌ومیش
سامورایی گرگ و میش، تاسوگاره سِی بِی (انگلیسی: The Twilight Samurai) فیلمی در ژانر درام به کارگردانی یامادا یوجی است که در سال ۲۰۰۲ منتشر شد.

## بازیگران
- هیرویوکی سانادا در نقش سِی‌بِی ایگوچی
- ری میازاوا در نقش توموئه اینوما
- میتسورو فوکی کوشی
- مین تاناکا
- ریکو کوسامورا
- رن اوسوگی
- کیکو کیشی
- تتسورو تامبا

### جوایز
- جایزه آکادمی فیلم ژاپن (۲۰۰۳)
- جایزه روبان آبی (۲۰۰۳)
- فستیوال بین‌المللی فیلم هاوایی (۲۰۰۳)
- جایزه فیلم هوچی (۲۰۰۲)
- جایزه فیلم هنگ کنگ (۲۰۰۴)
- کینما جونپو (۲۰۰۳)
- جایزه فیلم ماینیچی (۲۰۰۳)
- جوایز فیلم‌های ورزشی نیکان (۲۰۰۲)
- Udine Far East Film Festival (2004)